# Dorothea Augusta af Slesvig-Holsten-Gottorp
Dorothea Augusta af Slesvig-Holsten-Gottorp (født 12. maj 1602 på Gottorp, død 13. marts 1682 i Plön) var en tysk-dansk prinsesse fra Huset Slesvig-Holsten-Gottorp.
Hun var datter af hertug Johan Adolf og hustru Augusta af Danmark. Den 12. maj 1633 giftede hun sig med den hollandske hertug Joachim Ernst af Slesvig-Holsten-Sønderborg-Plön. Parret fik otte børn:
1. Hans Adolf (1634–1704), hertug af Slesvig-Holsten-Sønderborg-Plön, gift med Dorothea af Braunschweig–Wolfenbüttel
2. August (1635–1699), hertug af Slesvig-Holsten-Nordborg
3. Ernestine (1636–1696)
4. Joachim Ernst II (1637–1700), hertug af Slesvig-Holsten-Sønderborg-Plön-Rethwisch, gift med Isabella af Merode-Westerloo (1649–1701)
5. Bernard (1639–1676), dansk general
6. Agnes Hedwig (1640–1698), gift med hertug Christian af Slesvig Holsten-Sønderborg-Glücksborg
7. Karl Heinrich (1642–1655)
8. Sophie Eleonore (1644–1688/9), gift med grev Wolfgang Julius af Hohenlohe-Neuenstein